# 6483 Nikolajvasilʹev
6483 Nikolajvasilʹev (1990 EO4) là một tiểu hành tinh vành đai chính được phát hiện ngày 2 tháng 3 năm 1990 bởi E. W. Elst ở La Silla.